# Tolna versicolor
Tolna versicolor är en fjärilsart som beskrevs av Walker 1873. Tolna versicolor ingår i släktet Tolna och familjen nattflyn. Inga underarter finns listade i Catalogue of Life.